# William J. Hornbuckle
William Joseph "Bill" Hornbuckle IV, född på en amerikansk militärbas i Tokyo i Japan, är en amerikansk företagsledare som är VD och president för kasinooperatören MGM Resorts International sedan mars 2020 när han efterträdde Jim Murren på positionerna. Han är också medordförande för deras kinesiska dotterbolag MGM China Holdings. Hornbuckle har tidigare arbetat som marknadschef och COO på koncernnivå och på olika chefsroller hos kasinonen Caesars Palace, Treasure Island Hotel and Casino, MGM Grand Las Vegas, The Mirage och Mandalay Bay.
Han avlade kandidatexamen i hotelladministration vid University of Nevada, Las Vegas.